# Samenstelling Belgische Senaat 1974-1977
De lijst van leden van de Belgische Senaat van 1974 tot 1977. De Senaat telde toen 182  zetels. Bij de verkiezingen van 10 maart 1974 werden 106 senatoren rechtstreeks verkozen. Het federale kiesstelsel was toen gebaseerd op algemeen enkelvoudig stemrecht voor alle Belgen van 21 jaar en ouder, volgens een systeem van evenredige vertegenwoordiging op basis van de Methode-D'Hondt, gecombineerd met een districtenstelsel. Er waren daarnaast ook 50 provinciale senatoren, aangeduid door de provincieraden en 25 gecoöpteerde senatoren. Tevens was er een senator van rechtswege.
De legislatuur liep van 28 maart 1974 tot 24 februari 1977. Tijdens deze legislatuur waren de regering-Tindemans I (april-juni 1974), de regering-Tindemans II (juni 1974 - maart 1977) en de regering-Tindemans III (maart - juni 1977) in functie. De regering-Tindemans I was een minderheidsregering van christendemocraten (CVP en PSC) en liberalen (PVV en PLP/PRLW) met gedoogsteun van PLDP/PL, RW, FDF en Volksunie. Na korte tijd trad het RW toe tot de regering-Tindemans I, die vanaf dan de regering-Tindemans II werd genoemd. Hierdoor verwierf de regering alsnog een meerderheid en was er geen gedoogsteun meer nodig. De oppositie bestond vanaf dat moment uit BSP, PSB, Volksunie, FDF, PLDP/PL en KPB-PCB. In maart 1977 stapte RW uit de regering-Tindemans II, die vervolgens als Tindemans III een doorstart maakte met CVP, PSC, PVV en PRLW.

## Samenstelling
|  | CVP-PSC      | 27+10  | 14+5  | 7+3   | 66 |  | CVP-PSC        | 67 |
|  | BSP-PSB      | 13+16  | 6+8   | 3+4   | 50 |  | BSP-PSB        | 50 |
|  | PVV-PLP-PLDP | 10+6+2 | 3+4+1 | 2+2+0 | 30 |  | PVV-PRLW-PL    | 35 |
|  | FDF-RW       | 4+7    | 2+3   | 1+1   | 18 |  | Volksunie      | 16 |
|  | Volksunie    | 10     | 4     | 2     | 16 |  | FDF-RW         | 11 |
|  | UDP          | 1      | 0     | 0     | 1  |  | UDP            | 1  |
|  |              |        |       |       |    |  | Onafhankelijke | 1  |

Wijzigingen in fractiesamenstelling:
- In 1974 verlaat Angèle Verdin-Leenaers (rechtstreeks gekozen senator) FDF en stapt over naar de PSC.
- In 1976 verlaten de rechtstreeks gekozen senatoren Etienne Knoops, Pierre Stroobants, André Lagneau en Jacques Wathelet en provinciaal senator Jean Lausier RW en stappen over naar de PLP, die van naam verandert en PRLW wordt.
- In 1976 verlaat rechtstreeks gekozen senator Jean Goffart RW en zetelt vanaf dan als onafhankelijke

## Lijst van de senatoren
| Senator                         | Partij    | Aanduiding                   | Kieskring                                   | Provincie       | Taalgroep  | Opmerkingen |
| ------------------------------- | --------- | ---------------------------- | ------------------------------------------- | --------------- | ---------- | --- |
| Ferdinand Boey                  | PVV       | Rechtstreeks gekozen senator | Antwerpen                                   | -               | Nederlands | Ondervoorzitter. |
| Willy Calewaert                 | BSP       | Rechtstreeks gekozen senator | Antwerpen                                   | -               | Nederlands | |
| Jos Wijninckx                   | BSP       | Rechtstreeks gekozen senator | Antwerpen                                   | -               | Nederlands | |
| John Van den Eynden             | BSP       | Rechtstreeks gekozen senator | Antwerpen                                   | -               | Nederlands | |
| Frans Van der Elst              | Volksunie | Rechtstreeks gekozen senator | Antwerpen                                   | -               | Nederlands | |
| Hector De Bruyne                | Volksunie | Rechtstreeks gekozen senator | Antwerpen                                   | -               | Nederlands | |
| Paul Akkermans                  | CVP       | Rechtstreeks gekozen senator | Antwerpen                                   | -               | Nederlands | |
| Frans Vanderborght              | CVP       | Rechtstreeks gekozen senator | Antwerpen                                   | -               | Nederlands | |
| Rika De Backer                  | CVP       | Rechtstreeks gekozen senator | Antwerpen                                   | -               | Nederlands | |
| Lode Bertels                    | CVP       | Rechtstreeks gekozen senator | Antwerpen                                   | -               | Nederlands | |
| Herman Vanderpoorten            | PVV       | Rechtstreeks gekozen senator | Mechelen-Turnhout                           | -               | Nederlands | |
| Jef Ramaekers                   | BSP       | Rechtstreeks gekozen senator | Mechelen-Turnhout                           | -               | Nederlands | Voorzitter van de commissie Economische Zaken. |
| Wim Jorissen                    | Volksunie | Rechtstreeks gekozen senator | Mechelen-Turnhout                           | -               | Nederlands | Voorzitter van de Volksunie-fractie en secretaris. |
| Constant De Clercq              | CVP       | Rechtstreeks gekozen senator | Mechelen-Turnhout                           | -               | Nederlands | Quaestor. |
| Jos De Seranno                  | CVP       | Rechtstreeks gekozen senator | Mechelen-Turnhout                           | -               | Nederlands | Secretaris. |
| Joris Verhaegen                 | CVP       | Rechtstreeks gekozen senator | Mechelen-Turnhout                           | -               | Nederlands | |
| Alfons Verbist                  | CVP       | Rechtstreeks gekozen senator | Mechelen-Turnhout                           | -               | Nederlands | |
| Jan Bascour                     | PVV       | Rechtstreeks gekozen senator | Brussel                                     | -               | Nederlands | |
| Louis De Grève                  | PVV       | Rechtstreeks gekozen senator | Brussel                                     | -               | Nederlands | |
| Lode Claes                      | Volksunie | Rechtstreeks gekozen senator | Brussel                                     | -               | Nederlands | Voorzitter van de commissie Verkeerswezen en PTT. |
| Bob Maes                        | Volksunie | Rechtstreeks gekozen senator | Brussel                                     | -               | Nederlands | |
| Jos Chabert                     | CVP       | Rechtstreeks gekozen senator | Brussel                                     | -               | Nederlands | |
| Leo Lindemans                   | CVP       | Rechtstreeks gekozen senator | Brussel                                     | -               | Nederlands | Voorzitter van de commissie Nationale Opvoeding. |
| Leo Nauwelaers                  | CVP       | Rechtstreeks gekozen senator | Brussel                                     | -               | Nederlands | |
| Edmond Machtens                 | PSB       | Rechtstreeks gekozen senator | Brussel                                     | -               | Frans      | Quaestor. |
| Joseph Wiard                    | PSB       | Rechtstreeks gekozen senator | Brussel                                     | -               | Frans      | |
| Norbert Hougardy                | PLDP      | Rechtstreeks gekozen senator | Brussel                                     | -               | Frans      | |
| André Lagasse                   | FDF       | Rechtstreeks gekozen senator | Brussel                                     | -               | Frans      | |
| Jacques Lepaffe                 | FDF       | Rechtstreeks gekozen senator | Brussel                                     | -               | Frans      | |
| Basile-Jean Risopoulos          | PLDP      | Rechtstreeks gekozen senator | Brussel                                     | -               | Frans      | |
| Angèle Verdin-Leenaers          | FDF       | Rechtstreeks gekozen senator | Brussel                                     | -               | Frans      | Zetelt van 20 november tot 11 december 1974 als onafhankelijke en stapt op 12 december 1974 over naar de PSC-fractie.                                                                       |
| René Bourgeois                  | FDF       | Rechtstreeks gekozen senator | Brussel                                     | -               | Frans      | Secretaris. |
| Cécile Goor-Eyben               | PSC       | Rechtstreeks gekozen senator | Brussel                                     | -               | Frans      | |
| André Saint-Rémy                | PSC       | Rechtstreeks gekozen senator | Brussel                                     | -               | Frans      | Voorzitter van de commissie Leefmilieu. |
| André Lagae                     | CVP       | Rechtstreeks gekozen senator | Leuven                                      | -               | Nederlands | Voorzitter van de commissie Landbouw. |
| August Bogaerts                 | BSP       | Rechtstreeks gekozen senator | Leuven                                      | -               | Nederlands | Secretaris. |
| Lisette Delepierre              | BSP       | Rechtstreeks gekozen senator | Leuven                                      | -               | Nederlands | |
| Jos Daems                       | PVV       | Rechtstreeks gekozen senator | Leuven                                      | -               | Nederlands | Voorzitter van de commissie Buitenlandse Handel. |
| René Basecq                     | PSB       | Rechtstreeks gekozen senator | Nijvel                                      | -               | Frans      | |
| Pierre Falize                   | PSB       | Rechtstreeks gekozen senator | Nijvel                                      | -               | Frans      | Voorzitter van de commissie Culturele Zaken en Wetenschapsbeleid. |
| Pierre Stroobants               | RW        | Rechtstreeks gekozen senator | Nijvel                                      | -               | Frans      | Stapt op 8 december 1976 over naar de PRLW-fractie. |
| Max Bury                        | PSB       | Rechtstreeks gekozen senator | Bergen-Zinnik                               | -               | Frans      | |
| Fernand Delmotte                | PSB       | Rechtstreeks gekozen senator | Bergen-Zinnik                               | -               | Frans      | |
| Jacques Hambye                  | PSC       | Rechtstreeks gekozen senator | Bergen-Zinnik                               | -               | Frans      | |
| Josse Gilquin                   | UDP       | Rechtstreeks gekozen senator | Bergen-Zinnik                               | -               | Frans      | |
| André Lagneau                   | RW        | Rechtstreeks gekozen senator | Bergen-Zinnik                               | -               | Frans      | Stapt op 8 december 1976 over naar de PRLW-fractie. |
| Arthur Meunier                  | PSB       | Rechtstreeks gekozen senator | Charleroi-Thuin                             | -               | Frans      | |
| Gaston Hercot                   | PSB       | Rechtstreeks gekozen senator | Charleroi-Thuin                             | -               | Frans      | Secretaris. |
| André Poffé                     | PSB       | Rechtstreeks gekozen senator | Charleroi-Thuin                             | -               | Frans      | |
| Paul de Stexhe                  | PSC       | Rechtstreeks gekozen senator | Charleroi-Thuin                             | -               | Frans      | |
| Franz Janssens                  | PLP       | Rechtstreeks gekozen senator | Charleroi-Thuin                             | -               | Frans      | |
| Etienne Knoops                  | RW        | Rechtstreeks gekozen senator | Charleroi-Thuin                             | -               | Frans      | Stapt op 8 december 1976 over naar de PRLW-fractie. Knoops was tot 11 juni 1974 voorzitter van de FDF-RW-fractie en voorzitter van de commissie Middenstand.                                |
| Jacques Cerf                    | RW        | Rechtstreeks gekozen senator | Charleroi-Thuin                             | -               | Frans      | |
| Jean Kevers                     | PSC       | Rechtstreeks gekozen senator | Doornik-Aat-Moeskroen                       | -               | Frans      | Quaestor. |
| Pierre Descamps                 | PLP       | Rechtstreeks gekozen senator | Doornik-Aat-Moeskroen                       | -               | Frans      | Voorzitter van de commissie Landsverdediging. |
| Jean Dulac                      | PSB       | Rechtstreeks gekozen senator | Doornik-Aat-Moeskroen                       | -               | Frans      | Quaestor. |
| Eugène Lecoq                    | PSB       | Rechtstreeks gekozen senator | Hoei-Borgworm                               | -               | Frans      | |
| Suzanne Gabriel-Delvaux         | PSC       | Rechtstreeks gekozen senator | Hoei-Borgworm                               | -               | Frans      | Vervangt vanaf 13 februari 1975 de overleden Georges Beauduin. |
| Jean Defraigne                  | PLP       | Rechtstreeks gekozen senator | Luik                                        | -               | Frans      | Vanaf 17 november 1976 voorzitter van de PVV-PLP-PL/PVV-PRLW-PL-fractie |
| Gaston Paque                    | PSB       | Rechtstreeks gekozen senator | Luik                                        | -               | Frans      | |
| Freddy Donnay                   | PSB       | Rechtstreeks gekozen senator | Luik                                        | -               | Frans      | Vervangt vanaf 11 januari 1977 Edouard Close, die burgemeester van Luik wordt. Close was tot 1 januari 1977 voorzitter van de commissie Binnenlandse Zaken en Openbaar Ambt.                |
| Servais Thomas                  | PSB       | Rechtstreeks gekozen senator | Luik                                        | -               | Frans      | Vervangt vanaf 5 februari 1976 de overleden Edmond Cathenis. |
| Huberte Hanquet                 | PSC       | Rechtstreeks gekozen senator | Luik                                        | -               | Frans      | Vervangt vanaf 28 maart 1974 Jacques Pirmolin, die beslist om niet te zetelen. |
| Pierre Bertrand                 | RW        | Rechtstreeks gekozen senator | Luik                                        | -               | Frans      | Voorzitter van de FDF-RW-fractie van 12 juni 1974 tot 8 december 1976. |
| Jacques Wathelet                | RW        | Rechtstreeks gekozen senator | Luik                                        | -               | Frans      | Stapt op 8 december 1976 over naar de PRLW-fractie. Wathelet is vanaf 12 juni 1974 voorzitter van de commissie Middenstand.                                                                 |
| Georges Gramme                  | PSC       | Rechtstreeks gekozen senator | Verviers                                    | -               | Frans      | |
| Hubert Parotte                  | PSB       | Rechtstreeks gekozen senator | Verviers                                    | -               | Frans      | |
| Jean Gillet                     | PLP       | Rechtstreeks gekozen senator | Verviers                                    | -               | Frans      | Van 8 oktober 1974 tot 17 november 1976 voorzitter van de PVV-PLP-PL-fractie. |
| Eloi Vandersmissen              | PVV       | Rechtstreeks gekozen senator | Hasselt-Tongeren-Maaseik                    | -               | Nederlands | |
| Hubert Rubens                   | BSP       | Rechtstreeks gekozen senator | Hasselt-Tongeren-Maaseik                    | -               | Nederlands | |
| Clara Smitt                     | CVP       | Rechtstreeks gekozen senator | Hasselt-Tongeren-Maaseik                    | -               | Nederlands | |
| Frans Vangronsveld              | CVP       | Rechtstreeks gekozen senator | Hasselt-Tongeren-Maaseik                    | -               | Nederlands | |
| Willem Mesotten                 | CVP       | Rechtstreeks gekozen senator | Hasselt-Tongeren-Maaseik                    | -               | Nederlands | Secretaris. |
| Max Smeers                      | CVP       | Rechtstreeks gekozen senator | Hasselt-Tongeren-Maaseik                    | -               | Nederlands | |
| Rik Vandekerckhove              | Volksunie | Rechtstreeks gekozen senator | Hasselt-Tongeren-Maaseik                    | -               | Nederlands | |
| Marie-Thérèse Godinache-Lambert | PLP       | Rechtstreeks gekozen senator | Aarlen-Marche-Bastenaken-Neufchâteau-Virton | -               | Frans      | |
| Charles Hanin                   | PSC       | Rechtstreeks gekozen senator | Aarlen-Marche-Bastenaken-Neufchâteau-Virton | -               | Frans      | |
| Michel Toussaint                | PLP       | Rechtstreeks gekozen senator | Namen-Dinant-Philippeville                  | -               | Frans      | |
| Emile Lacroix                   | PSB       | Rechtstreeks gekozen senator | Namen-Dinant-Philippeville                  | -               | Frans      | |
| Antoine Humblet                 | PSC       | Rechtstreeks gekozen senator | Namen-Dinant-Philippeville                  | -               | Frans      | |
| Jean Goffart                    | RW        | Rechtstreeks gekozen senator | Namen-Dinant-Philippeville                  | -               | Frans      | Zetelt vanaf 8 december 1976 als onafhankelijke. |
| Jean Pede                       | PVV       | Rechtstreeks gekozen senator | Gent-Eeklo                                  | -               | Nederlands | |
| Michel Dhooge                   | PVV       | Rechtstreeks gekozen senator | Gent-Eeklo                                  | -               | Nederlands | |
| Georgia Turf-De Munter          | CVP       | Rechtstreeks gekozen senator | Gent-Eeklo                                  | -               | Nederlands | Vervangt vanaf 11 januari 1977 Placide De Paepe, die burgemeester van Gent wordt. |
| Maurice Dewulf                  | CVP       | Rechtstreeks gekozen senator | Gent-Eeklo                                  | -               | Nederlands | Voorzitter van de commissie Ontwikkelingssamenwerking. |
| Armand Verspeeten               | BSP       | Rechtstreeks gekozen senator | Gent-Eeklo                                  | -               | Nederlands | |
| Oswald Van Ooteghem             | Volksunie | Rechtstreeks gekozen senator | Gent-Eeklo                                  | -               | Nederlands | |
| Etienne Cooreman                | CVP       | Rechtstreeks gekozen senator | Dendermonde-Sint-Niklaas                    | -               | Nederlands | |
| Marcel Van der Aa               | CVP       | Rechtstreeks gekozen senator | Dendermonde-Sint-Niklaas                    | -               | Nederlands | |
| Jaak De Graeve                  | BSP       | Rechtstreeks gekozen senator | Dendermonde-Sint-Niklaas                    | -               | Nederlands | |
| Maurits Coppieters              | Volksunie | Rechtstreeks gekozen senator | Dendermonde-Sint-Niklaas                    | -               | Nederlands | |
| Emile Edouard Cuvelier          | PVV       | Rechtstreeks gekozen senator | Oudenaarde-Aalst                            | -               | Nederlands | Voorzitter van de commissie Volksgezondheid en Gezinszorg. |
| Wim Verleysen                   | CVP       | Rechtstreeks gekozen senator | Oudenaarde-Aalst                            | -               | Nederlands | |
| Adiel Dupont                    | CVP       | Rechtstreeks gekozen senator | Oudenaarde-Aalst                            | -               | Nederlands | |
| Willy Vernimmen                 | BSP       | Rechtstreeks gekozen senator | Oudenaarde-Aalst                            | -               | Nederlands | |
| Albert Bogaert                  | CVP       | Rechtstreeks gekozen senator | Brugge                                      | -               | Nederlands | Voorzitter van de commissie Openbare Werken, Huisvesting en Ruimtelijke Ordening. |
| Marcel Vandewiele               | CVP       | Rechtstreeks gekozen senator | Brugge                                      | -               | Nederlands | |
| Omaar Carpels                   | BSP       | Rechtstreeks gekozen senator | Brugge                                      | -               | Nederlands | |
| Albert Lavens                   | CVP       | Rechtstreeks gekozen senator | Kortrijk-Ieper                              | -               | Nederlands | |
| Hilaire Lahaye                  | PVV       | Rechtstreeks gekozen senator | Kortrijk-Ieper                              | -               | Nederlands | Voorzitter van de PVV-PLP-PLDP/PVV-PLP-PL-fractie tot 8 oktober 1974 en quaestor. |
| Frans Blancquaert               | Volksunie | Rechtstreeks gekozen senator | Kortrijk-Ieper                              | -               | Nederlands | |
| Armand De Rore                  | BSP       | Rechtstreeks gekozen senator | Kortrijk-Ieper                              | -               | Nederlands | Voorzitter van de commissie Tewerkstelling, Arbeid en Sociale Voorzorg. |
| Roger Vannieuwenhuyze           | CVP       | Rechtstreeks gekozen senator | Roeselare-Tielt                             | -               | Nederlands | |
| Willy Persyn                    | Volksunie | Rechtstreeks gekozen senator | Roeselare-Tielt                             | -               | Nederlands | |
| Georges Mommerency              | BSP       | Rechtstreeks gekozen senator | Veurne-Diksmuide-Oostende                   | -               | Nederlands | Vervangt vanaf 28 maart 1974 Raymond Miroir, die beslist om niet te zetelen. |
| Jules Van Canneyt               | CVP       | Rechtstreeks gekozen senator | Veurne-Diksmuide-Oostende                   | -               | Nederlands | |
| Carlo Van Elsen                 | Volksunie | Provinciaal senator          | -                                           | Antwerpen       | Nederlands | |
| Jos Vangeel                     | CVP       | Provinciaal senator          | -                                           | Antwerpen       | Nederlands | |
| Joanna Nauwelaerts-Thues        | BSP       | Provinciaal senator          | -                                           | Antwerpen       | Nederlands | |
| Jozef Keuleers                  | CVP       | Provinciaal senator          | -                                           | Antwerpen       | Nederlands | |
| Robert Van Rompaey              | CVP       | Provinciaal senator          | -                                           | Antwerpen       | Nederlands | |
| Ivonne Julliams                 | BSP       | Provinciaal senator          | -                                           | Antwerpen       | Nederlands | |
| Robert Gijs                     | CVP       | Provinciaal senator          | -                                           | Antwerpen       | Nederlands | |
| Peter Poortmans                 | PVV       | Provinciaal senator          | -                                           | Antwerpen       | Nederlands | |
| Edward Leemans                  | CVP       | Provinciaal senator          | -                                           | Brabant         | Nederlands | |
| Jerôme Aerts                    | BSP       | Provinciaal senator          | -                                           | Brabant         | Nederlands | |
| Donald Fallon                   | PSC       | Provinciaal senator          | -                                           | Brabant         | Frans      | |
| André Sweert                    | PSB       | Provinciaal senator          | -                                           | Brabant         | Frans      | |
| Leo Vanackere                   | CVP       | Provinciaal senator          | -                                           | Brabant         | Nederlands | |
| Edgard Coppens                  | BSP       | Provinciaal senator          | -                                           | Brabant         | Nederlands | |
| Paul Delforge                   | PLP       | Provinciaal senator          | -                                           | Brabant         | Frans      | |
| Robert Vandezande               | Volksunie | Provinciaal senator          | -                                           | Brabant         | Nederlands | |
| Émile Guillaume                 | FDF       | Provinciaal senator          | -                                           | Brabant         | Frans      | |
| Albert Demuyter                 | PLDP      | Provinciaal senator          | -                                           | Brabant         | Frans      | |
| Marcel Payfa                    | FDF       | Provinciaal senator          | -                                           | Brabant         | Frans      | |
| Guy Spitaels                    | PSB       | Provinciaal senator          | -                                           | Henegouwen      | Frans      | |
| Marcel Busieau                  | PSB       | Provinciaal senator          | -                                           | Henegouwen      | Frans      | Vanaf 11 januari 1977 voorzitter van de commissie Binnenlandse Zaken en Openbaar Ambt. |
| Jacques Hoyaux                  | PSB       | Provinciaal senator          | -                                           | Henegouwen      | Frans      | |
| Pierre Deschamps                | PSC       | Provinciaal senator          | -                                           | Henegouwen      | Frans      | |
| Jules Herbage                   | PLP       | Provinciaal senator          | -                                           | Henegouwen      | Frans      | |
| Pierre Leroy                    | RW        | Provinciaal senator          | -                                           | Henegouwen      | Frans      | |
| Paul-Charles Goossens           | PSB       | Provinciaal senator          | -                                           | Luik            | Frans      | Vervangt vanaf 8 februari 1977 Henri Schlitz, die schepen van Luik wordt. Schlitz zelf verving van 3 maart 1976 tot 7 februari 1977 Servais Thomas, die rechtstreeks verkozen senator werd. |
| Frédéric François               | PSC       | Provinciaal senator          | -                                           | Luik            | Frans      | |
| Nicolas Stassart                | PSB       | Provinciaal senator          | -                                           | Luik            | Frans      | |
| Charles-Joseph Bailly           | PSB       | Provinciaal senator          | -                                           | Luik            | Frans      | Vervangt vanaf 8 februari 1977 Freddy Donnay, die rechtstreeks verkozen senator wordt. |
| Jean Lausier                    | RW        | Provinciaal senator          | -                                           | Luik            | Frans      | Stapt op 8 december 1976 over naar de PRLW-fractie. |
| Hubert Leynen                   | CVP       | Provinciaal senator          | -                                           | Limburg         | Nederlands | Voorzitter van de CVP-PSC-fractie en ondervoorzitter vanaf 28 november 1974. |
| Jan Gerits                      | CVP       | Provinciaal senator          | -                                           | Limburg         | Nederlands | |
| José Hendrickx                  | PVV       | Provinciaal senator          | -                                           | Limburg         | Nederlands | |
| Robert Conrotte                 | PSC       | Provinciaal senator          | -                                           | Luxemburg       | Frans      | |
| Maurice Olivier                 | PLP       | Provinciaal senator          | -                                           | Luxemburg       | Frans      | |
| Charles Bossicart               | PLP       | Provinciaal senator          | -                                           | Luxemburg       | Frans      | |
| Georges Neuray                  | RW        | Provinciaal senator          | -                                           | Namen           | Frans      | Vanaf 8 december 1976 voorzitter van de FDF-RW-fractie. |
| Fortuné Lambiotte               | PSB       | Provinciaal senator          | -                                           | Namen           | Frans      | |
| André Tilquin                   | PSC       | Provinciaal senator          | -                                           | Namen           | Frans      | |
| Walter Claeys                   | CVP       | Provinciaal senator          | -                                           | Oost-Vlaanderen | Nederlands | |
| Ferdinand De Bondt              | CVP       | Provinciaal senator          | -                                           | Oost-Vlaanderen | Nederlands | |
| Paula D'Hondt                   | CVP       | Provinciaal senator          | -                                           | Oost-Vlaanderen | Nederlands | |
| Bernard Van Hoeylandt           | BSP       | Provinciaal senator          | -                                           | Oost-Vlaanderen | Nederlands | |
| René D'haeyer                   | PVV       | Provinciaal senator          | -                                           | Oost-Vlaanderen | Nederlands | |
| Eugeen De Facq                  | Volksunie | Provinciaal senator          | -                                           | Oost-Vlaanderen | Nederlands | |
| Gerard Vandenberghe             | CVP       | Provinciaal senator          | -                                           | West-Vlaanderen | Nederlands | |
| Marcel Vandenhove               | BSP       | Provinciaal senator          | -                                           | West-Vlaanderen | Nederlands | |
| Achiel Vandenabeele             | CVP       | Provinciaal senator          | -                                           | West-Vlaanderen | Nederlands | |
| Raphaël Lecluyse                | CVP       | Provinciaal senator          | -                                           | West-Vlaanderen | Nederlands | |
| Guido Van In                    | Volksunie | Provinciaal senator          | -                                           | West-Vlaanderen | Nederlands | |
| Françoise Lassance-Hermant      | RW        | Gecoöpteerd senator          | -                                           | -               | Frans      | |
| Charles Cornet d'Elzius         | PLP       | Gecoöpteerd senator          | -                                           | -               | Frans      | |
| Edmond Cristel                  | FDF       | Gecoöpteerd senator          | -                                           | -               | Frans      | Vervangt vanaf 31 oktober 1974 de overleden Jean Fosty. |
| Simon Février                   | PVV       | Gecoöpteerd senator          | -                                           | -               | Nederlands | |
| Louis Waltniel                  | PVV       | Gecoöpteerd senator          | -                                           | -               | Nederlands | |
| André Bertouille                | PLP       | Gecoöpteerd senator          | -                                           | -               | Frans      | |
| Gerard Bergers                  | Volksunie | Gecoöpteerd senator          | -                                           | -               | Nederlands | Vervangt vanaf 19 februari 1976 Maurits Vanhaegendoren, die op pensioen gaat. |
| Pieter Leys                     | Volksunie | Gecoöpteerd senator          | -                                           | -               | Nederlands | Vervangt vanaf 19 februari 1976 de overleden Edgard Bouwens. |
| Robert Vandekerckhove           | CVP       | Gecoöpteerd senator          | -                                           | -               | Nederlands | |
| Marc-Antoine Pierson            | PSB       | Gecoöpteerd senator          | -                                           | -               | Frans      | Voorzitter van de PSB-BSP-fractie en voorzitter van de commissie Justitie. |
| Pierre Harmel                   | PSC       | Gecoöpteerd senator          | -                                           | -               | Frans      | Parlementsvoorzitter en voorzitter van de commissie Buitenlandse Zaken. |
| Elie Van Bogaert                | BSP       | Gecoöpteerd senator          | -                                           | -               | Nederlands | Ondervoorzitter. |
| Gaston Geens                    | CVP       | Gecoöpteerd senator          | -                                           | -               | Nederlands | |
| Félix Cuvellier                 | PSB       | Gecoöpteerd senator          | -                                           | -               | Frans      | |
| Raphael Hulpiau                 | CVP       | Gecoöpteerd senator          | -                                           | -               | Nederlands | Ondervoorzitter tot 28 november 1974. |
| Louis Rombaut                   | BSP       | Gecoöpteerd senator          | -                                           | -               | Nederlands | |
| Lucien Martens                  | CVP       | Gecoöpteerd senator          | -                                           | -               | Nederlands | |
| Albert Daulne                   | PSB       | Gecoöpteerd senator          | -                                           | -               | Frans      | |
| Jean Sondag                     | PSC       | Gecoöpteerd senator          | -                                           | -               | Frans      | |
| Willy Schugens                  | PSB       | Gecoöpteerd senator          | -                                           | -               | Frans      | |
| John Van Waterschoot            | CVP       | Gecoöpteerd senator          | -                                           | -               | Nederlands | |
| Emiel Van Nooten                | BSP       | Gecoöpteerd senator          | -                                           | -               | Nederlands | |
| Nora Staels-Dompas              | CVP       | Gecoöpteerd senator          | -                                           | -               | Nederlands | |
| André Vlerick                   | CVP       | Gecoöpteerd senator          | -                                           | -               | Nederlands | Voorzitter van de commissie Financiën. |
| Dieudonné André                 | PSC       | Gecoöpteerd senator          | -                                           | -               | Frans      | |
| Albert van België               | -         | Senator van rechtswege       | -                                           | -               | -          | |